# Vale do Sol
Vale do Sol este un oraș în Rio Grande do Sul (RS), Brazilia.